# Benjamin Savšek
Benjamin Savšek, slovenski kanuist, * 24. marec 1987, Ljubljana.
Benjamin Savšek je za Slovenijo nastopil na kajakaškem in kanuističnem delu Poletnih olimpijskih iger 2012 v Londonu, kjer je v disciplini C1 slalom osvojil osmo mesto. Na Evropskem prvenstvu 2012 v Augsburgu je v isti disciplini osvojil bronasto medaljo,leta 2015 v nemškem Markkleebergu pa tudi zlato in naslov evropskega prvaka. Na svetovnem prvenstvu leta 2013 v Pragi je osvojil tretje mesto, že naslednje leto 2014, pa v ameriškem Deep Creeku srebrno kolajno in svoj uspeh ponovil tudi v letu 2015 v Londonu, kjer je za vodilnim zaostal za 4 stotinke sekunde. V letu 2015 je zasedel 4. mesto na ICF svetovni jakostni lestvici.  
Potem ko je bil na dveh svetovnih prvenstvih zapored dvakrat drugi, mu je leta 2017 uspelo povzpeti se na najvišje mesto. Tako je 30. septembra 2017 v francoskem Pau opravil z vso konkurenco in postal svetovni prvak. Na olimpijskih igrah v Tokiu leta 2021 je osvojil prvo zlato olimpijsko medaljo za slovenski kanuizem.